# Aconitum potaninii
Aconitum potaninii är en ranunkelväxtart som beskrevs av Vladimir Leontjevitj Komarov. Aconitum potaninii ingår i släktet stormhattar, och familjen ranunkelväxter. Inga underarter finns listade i Catalogue of Life.